# ドルガ・ツルノゴルスカ・フドバルスカ・リーガ
ドルガ・ツルノゴルスカ・フドバルスカ・リーガ（セルビア・クロアチア語: Druga crnogorska fudbalska liga、略称:2.CFL）は、モンテネグロのサッカーリーグである。プルヴァ・ツルノゴルスカ・フドバルスカ・リーガに次ぐ2部に相当する。

## 歴史
2006年にセルビア・モンテネグロが分離すると、モンテネグロの2部リーグとして12クラブで設立された。2018-19シーズンより所属クラブ数が10に減少した。

## フォーマット
10クラブによる2回総当たりの計36節で行われる。優勝クラブはプルヴァ・ツルノゴルスカ・フドバルスカ・リーガに昇格、2位と3位のクラブは1部の下位クラブとのプレーオフに回り、勝利すれば昇格となる。

## 2023-24シーズン所属クラブ
| クラブ名               | ホームタウン     | スタジアム                                       | 収容人数 |
| ---------------------- | ---------------- | ------------------------------------------------ | -------- |
| ベラネ                 | ベラネ           | グラドスキ・スタディオン・ベラネ                 | 6500     |
| ボケリ                 | コトル           | スタディオン・ポド・ヴルムチェム                 | 1000     |
| OFKグルバリ            | ラダノヴィチ     | スタディオン・ドニャ・ストヴァラ                 | 1500     |
| イガロ1929             | イガロ           | スタディオン・ソリラ                             | 1600     |
| インテルナツィオナル   | ポドゴリツァ     | スタディオン・ドニ・ココティ                     | 1000     |
| イスクラ               | ダニロヴグラード | スタディオン・ブラチャ・ヴェラシェヴィッチ       | 2500     |
| コム                   | ポドゴリツァ     | スタディオン・ズラティツァ                       | 1200     |
| ロヴチェン             | ツェティニェ     | スタディオン・スヴェティ・ペタル・ツェティニスキ | 5192     |
| オトラント＝オリンピク | ウルツィニ       | スタディオン・オリンピク                         | 1500     |
| ポドゴリツァ           | ポドゴリツァ     | DGアレナ                                         | 4300     |

## 歴代優勝クラブ
黄色背景のクラブが昇格した。
| シーズン | 優勝               | 準優勝         | 3位                |
| -------- | ------------------ | -------------- | ------------------ |
| 2006-07  | ロヴチェン         | ボケリ         | イバル             |
| 2007-08  | イェゼロ           | チェリク       | イェディンストヴォ |
| 2008-09  | ベラネ             | チトーグラード | モルナル           |
| 2009-10  | チトーグラード     | バール         | ブラツトヴォ       |
| 2010-11  | ボケリ             | ベラネ         | イェディンストヴォ |
| 2011-12  | チェリク           | モルナル       | イェディンストヴォ |
| 2012-13  | デチッチ           | ボケリ         | ザビェロ           |
| 2013-14  | ボケリ             | ベラネ         | イェゼロ           |
| 2014-15  | イスクラ           | デチッチ       | イガロ             |
| 2015-16  | イェディンストヴォ | ツェティニェ   | ブラツトヴォ       |
| 2016-17  | コム               | イバル         | オトラント         |
| 2017-18  | モルナル           | ポドゴリツァ   | ロヴチェン         |
| 2018-19  | ポドゴリツァ       | コム           | ボケリ             |
| 2019-20  | デチッチ           | イェゼロ       | ボケリ             |
| 2020-21  | モルナル           | アルセナル     | イガロ             |
| 2021-22  | イェディンストヴォ | アルセナル     | ムラドスト         |
| 2022-23  | ムラドスト         | コム           | ベラネ             |